# 竹圍子 (嘉義市)
竹圍子，原寫為竹圍仔，是臺灣嘉義市西區的一個傳統地域名稱，位於該區中部略偏東，並向西北轉北延伸至北部邊界中央偏西地帶。相較於今日行政區，其範圍大致包括後驛里不含東端尖角地帶、福全里、竹圍里不含北端尖角地帶、保福里南半部、福安里不含西南端、北湖里南部、下埤里東大半部不含東部邊界地帶中間一小段。

## 歷史
台灣日治初期，竹圍子地區為一街庄（舊制街庄），稱為「竹圍仔庄」，隸屬於嘉義西堡。該庄輪廓略呈西北—東南走向狹長形，其東北邊最西側一小段隔牛稠溪與牛稠溪庄為界，東北邊中央大部分與北社尾庄為鄰，東北邊最東側一小段與埤仔頭庄為鄰，東南與嘉義街為鄰，西南邊為車店庄、港仔坪庄、大溪厝庄，西北邊為竹仔腳庄。
1901年（日治明治三十四年）11月11日，全台設置二十廳，該庄隸屬於嘉義廳。1904年（明治三十七年）2月15日，該庄編入「臺斗坑區」，隸屬於嘉義廳。1909年（明治四十二年）10月25日，全台整併二十廳為十二廳，該庄仍隸屬於嘉義廳。1910年（明治四十三年）1月18日，各區管轄區域調整，該庄仍隸屬於嘉義廳的「臺斗坑區」。
1920年（大正九年）10月1日，全台廢十二廳改設五州二廳，該庄改制並雅化為「竹圍子」大字，隸屬於臺南州嘉義郡嘉義街（新制街庄）。1930年（昭和五年）1月20日，嘉義街升格為州轄市嘉義市，本地區仍隸屬之。1932年（昭和七年）1月1日，嘉義市市區實施町名改正，本地區仍為大字。
戰後嘉義市改制為省轄市嘉義市，初設八區，町及大字亦改制為里。1946年（民國35年）8月，嘉義市將原有八區整併為四區（新東區、新南區、新西區、新北區），並將臺南縣之水上鄉、太保鄉劃入且改制為區，合計六區，本地區隸屬於新北區及新西區。:3411950年（民國39年）10月25日，雲、嘉、南分治，:384同時裁撤省轄市嘉義市，六區改制為四鎮（新東鎮、新南鎮、新西鎮、新北鎮）二鄉（水上鄉、太保鄉），均改隸屬於嘉義縣。1951年（民國40年）10月25日，撤銷新東、新南、新西、新北等四鎮，合併組成縣轄市嘉義市。:105-1061982年（民國71年）7月1日，嘉義市再次升格為省轄市。:1251990年（民國79年）10月6日，嘉義市劃分為東、西二區，本地區隸屬於西區。:145

## 聚落
本地區發展較早的聚落有竹圍仔、姜母藔、下埤仔等，在日治期初期的官方地圖上已有記載。目前本地區東南部已發展成嘉義市區的一部分。

## 交通
省道台1線又稱「縱貫公路」，是臺北至楓港的傳統平面幹道，經過本地區東南部接近邊界地帶。由該道路北行可前往嘉義縣民雄鄉、溪口鄉東端、大林鎮等地，南行可前往嘉義縣水上鄉、臺南市後壁區、新營區、柳營區等地。
縣道159號是新港至番路的道路，經過本地區姜母寮聚落及東南半葉的西南側。由該道路西行可前往太保市、新港鄉、六腳鄉北端，並止於省道台19線路口；東行可前往嘉義市市中心、番路鄉，並止於縣道159甲線路口。

## 學校
- 僑平國小